# Kalcium-karbonát
A kalcium-karbonát (mészkő, szénsavas mész, CaCO3) a karbonátok közé tartozó szervetlen vegyület. Különböző ásványai számos kőzet, köztük a mészkő fő összetevői. A kalcium-karbonát a puhatestűek és a gerincesek vázának fő alkotórésze. A vezetékes vízből kiválva a magnézium-karbonáttal együtt alkotja a vízkövet.  Az építkezésekhez szükséges habarcs és cement alapanyaga. Az orvoslásban savmegkötőként és kalciumionok bevitelére használják.
A VIII. Magyar Gyógyszerkönyvben  calcii carbonas     néven hivatalos.  

## Elnevezés
Az IUPAC szerinti magyar kémiai nevezéktanban kalcium-karbonát a neve. A nyelvújításkori, mára elavult kémiai nevezéktanban szénsavanyos mész nevet használták.

## Felhasználás
A kalcium-karbonát az építkezéseken használt habarcs és cement előállításának alapanyaga. Mészkő formájában építőanyagként is alkalmazzák, különösen jól bevált a nedves vidékeken. A kalcium-karbonátot az orvoslásban savmegkötőként és kalciumionok bevitelére használják.

### Habarcs készítése
A kalcium-karbonátból égetett meszet, majd oltott meszet állítanak elő, melyből többek között habarcsot készítenek, amit az építkezéseken kötőanyagként használnak. Az eljárás során a kalcium-karbonátot hevítik, melynek hatására 885 °C felett szén-dioxid távozik belőle, és kalcium-oxiddá alakul. A folyamatot mészégetésnek, a kalcium-oxidot égetett mésznek nevezik.
{\displaystyle \mathrm {CaCO_{3}\rightarrow CaO+CO_{2}} \!}
A kalcium-oxid vízben való oldásával, a mészoltással kalcium-hidroxid oldatot, oltott meszet nyernek. Az oltott meszet homokkal keverik, így kapják a habarcsot.
{\displaystyle \mathrm {CaO+H_{2}O\rightarrow Ca^{2+}+2\ OH^{-}} \!}
A habarcsot kötőanyagként alkalmazzák, mivel levegőn állva lassan "megköt", karbonátosodik.

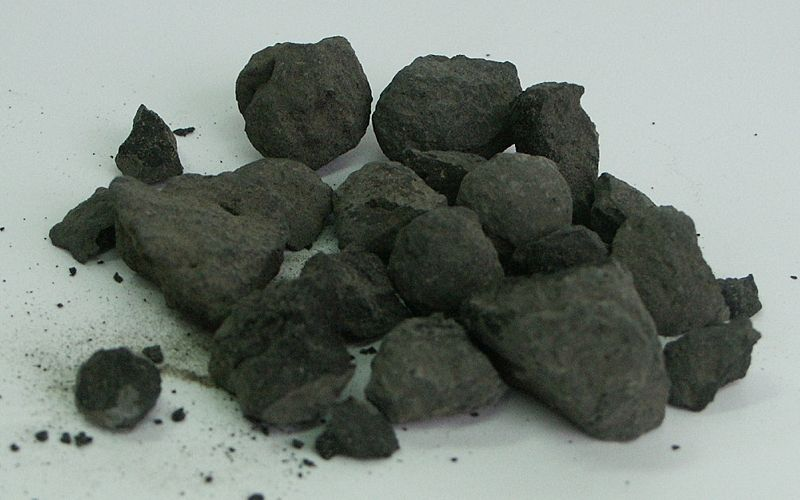
Klinkercement, a cementgyártás közbülső terméke

{\displaystyle \mathrm {Ca(OH)_{2}+CO_{2}\rightarrow CaCO_{3}+H_{2}O} \!}

### Cementgyártás
Fő szócikk: Cement
A mészkő kőzetben lévő kalcium-karbonátból agyag hozzáadásával ún. portlandcementet, másképpen szilikátcementet készítenek. A mészkő és agyag keverékét megőrlik, majd kb. 1500 °C-ra hevítik. A kiégetéssel kapott szürkészöld színű rögöket, az ún. klinkercementet porrá őrlik. Az így kapott portlandcement különböző ásványok keveréke, tulajdonságai az összetevők arányától függenek.
A keverék főbb elemei:
- 3 CaO · SiO2 (trikalcium-szilikát)
- 2 CaO · SiO2 (dikalcium-szilikát)
- 4 CaO · Al2O3 · Fe2O3 (tetrakalcium-aluminát-ferrit)
- 3 CaO · Al2O3 (trikalcium-aluminát)

E négy összetevő víz hatására igen kemény, stabil vegyületté alakul át. Ez a folyamat a cement megkötése.

### Növényvédelem
A kalcium-karbonátból bizonyos segédanyagokkal olyan speciális műtrágyát készítettek, mely a növényeken fehér bevonatot képez, ezáltal alkalmas azok napégés elleni védelmére.

## Előfordulás

### Ásványokban, kőzetekben
Lásd még: Mészkő, Dolomit, Kalcit
A kalcium-karbonát számos ásvány (kalcit, aragonit, dolomit, vaterit vagy μ-CaCO3) és kőzet alapvető alkotója. Kőzetei közül az üledékes kőzetek a gyakoribbak.
Legismertebb kőzete a több, mint 90% kalcium-karbonátot tartalmazó mészkő. A kréta a mészkő különleges változata. Az édesvizekből kicsapódó mésztufától és travertinótól jól megkülönböztethető a tengervízből kiváló, kevésbé porózus, tömörebb diagenizált mészkő.
A dolomit kőzet több, mint 90%-a dolomit ásvány, amely kalcium-magnézium-karbonátból (CaCO3*MgCO3) áll.
Az átmeneti karbonátos kőzetek összetétele a mészkő (illetve a dolomit) és az agyag közötti.
Szintén meglehetősen ismert, de jóval kevésbé gyakori a szinte tiszta kalcium-karbonátból álló, és a mészkő metamorfózisával keletkező átalakult kőzet, a márvány.
A kalcium-karbonát ásványai (főleg a kalcit) ezenkívül előfordulnak számos telérkőzetben és egyéb hidrotermális képződményben. Aktívan részt vesznek a talajok meszesedésében – ez a folyamat a Kárpát-medence középső részén általános. Kalcium-karbonát ásványokból (kalcit, aragonit) áll a barlangi képződmények többsége.
A jórészt karbonátásványokból (egyebek közt kalcitból is) álló magmás kőzetek a karbonatitok. A Föld egyetlen, működő karbonatitvulkánja a Kelet-Afrikai árokban (Kenyában, a Turkana-tótól délre) található Ol Doinyo Lengai.

### Élőlényekben
A tojáshéj  kb. 95%-a kalcium-karbonát. Kalcium-karbonátot tartalmaz a puhatestűek váza és a gerincesek[forrás?] csontos váza.

## Fizikai tulajdonságok
A kalcium-karbonát fehér, kristályos, szobahőmérsékleten szilárd vegyület. Fizikai tulajdonságai jelentősen függenek kristályszerkezetétől.

## Kémiai tulajdonságok
Lásd még: Karbonát

### Oldhatóság
Vízben igen kis mértékben, savakban jól oldódik. Szénsavas vízben oldható, ez a reakció felelős a mészkőbarlangok és a cseppkövek kialakulásáért is.

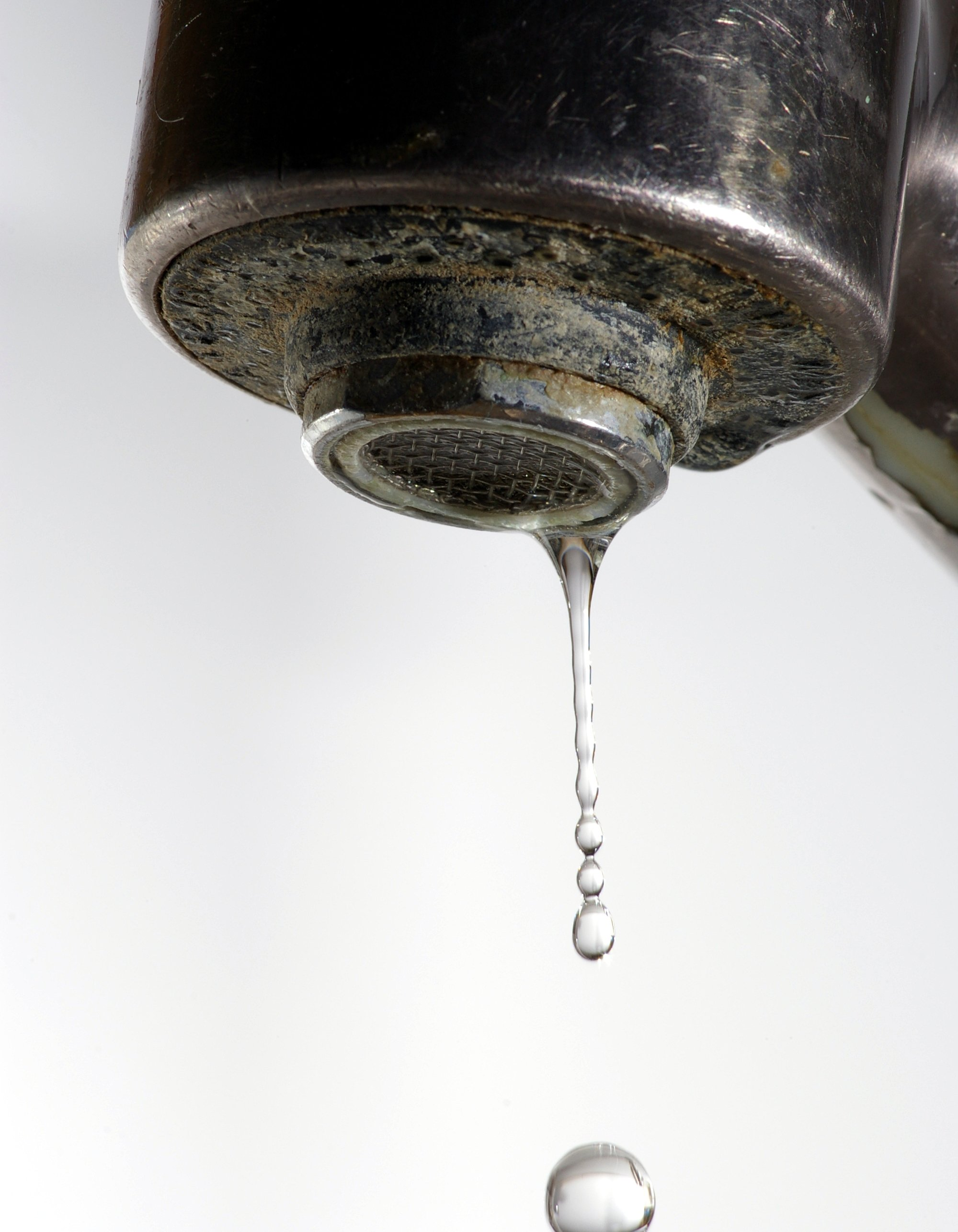
A vízkő kalcium-karbonátból és magnézium-karbonátból áll

{\displaystyle \mathrm {CaCO_{3}+H_{2}CO_{3}\rightleftharpoons Ca^{2+}+2\ HCO_{3}^{-}} \!}

### Vízkövesedés
A vízben oldott kalcium- és hidrokarbonátionok kalcium-karbonátként kiválhatnak. A kivált kalcium-karbonát a magnézium-karbonáttal együtt alkotja a vízkövet.
{\displaystyle \mathrm {Ca^{2+}+2\ HCO_{3}^{-}\rightleftharpoons {\underline {CaCO_{3}}}+CO_{2}+H_{2}O} \!}

### Kalcium-karbonát kimutatása
Ha egy erős savat, például sósavat cseppentünk olyan kőzetre, ami karbonátot (esetünkben kalcium-karbonátot) tartalmaz, pezsgést tapasztalunk a fejlődő szén-dioxid miatt.
{\displaystyle \mathrm {2\ H^{+}+CaCO_{3}\rightarrow Ca^{2+}+CO_{2}+H_{2}O} \!}
A fejlődő szén-dioxid a meszes vizet, vagyis a kalcium-hidroxid vizes oldatát megzavarosítja.
{\displaystyle \mathrm {CO_{2}+Ca^{2+}+2\ OH^{-}\rightarrow {\underline {CaCO_{3}}}+H_{2}O} \!}